# Milkowo
Milkowo (dodatkowa nazwa w j. kaszub. Milkòwò) – osada  w Polsce położona w województwie pomorskim, w powiecie kościerskim, w gminie Dziemiany.
Kaszubska osada śródleśna z bogatą ofertą agroturystyczną, położona na południowych obrzeżach Wdzydzkiego Parku Krajobrazowego, przy zachodnim brzegu jeziora Brzeźno. Miejscowość wchodzi w skład sołectwa Raduń.
W latach 1975–1998 miejscowość położona była w województwie gdańskim.